# VSS Unity
Le VSS Unity (anciennement connu sous le nom de VSS Voyager) est un avion spatial sub-orbital appartenant à la société Virgin Galactic. Il est officiellement présenté le 19 février 2016 et un premier vol statique a lieu le 8 septembre 2016. Il est retiré du service commercial en 2024.

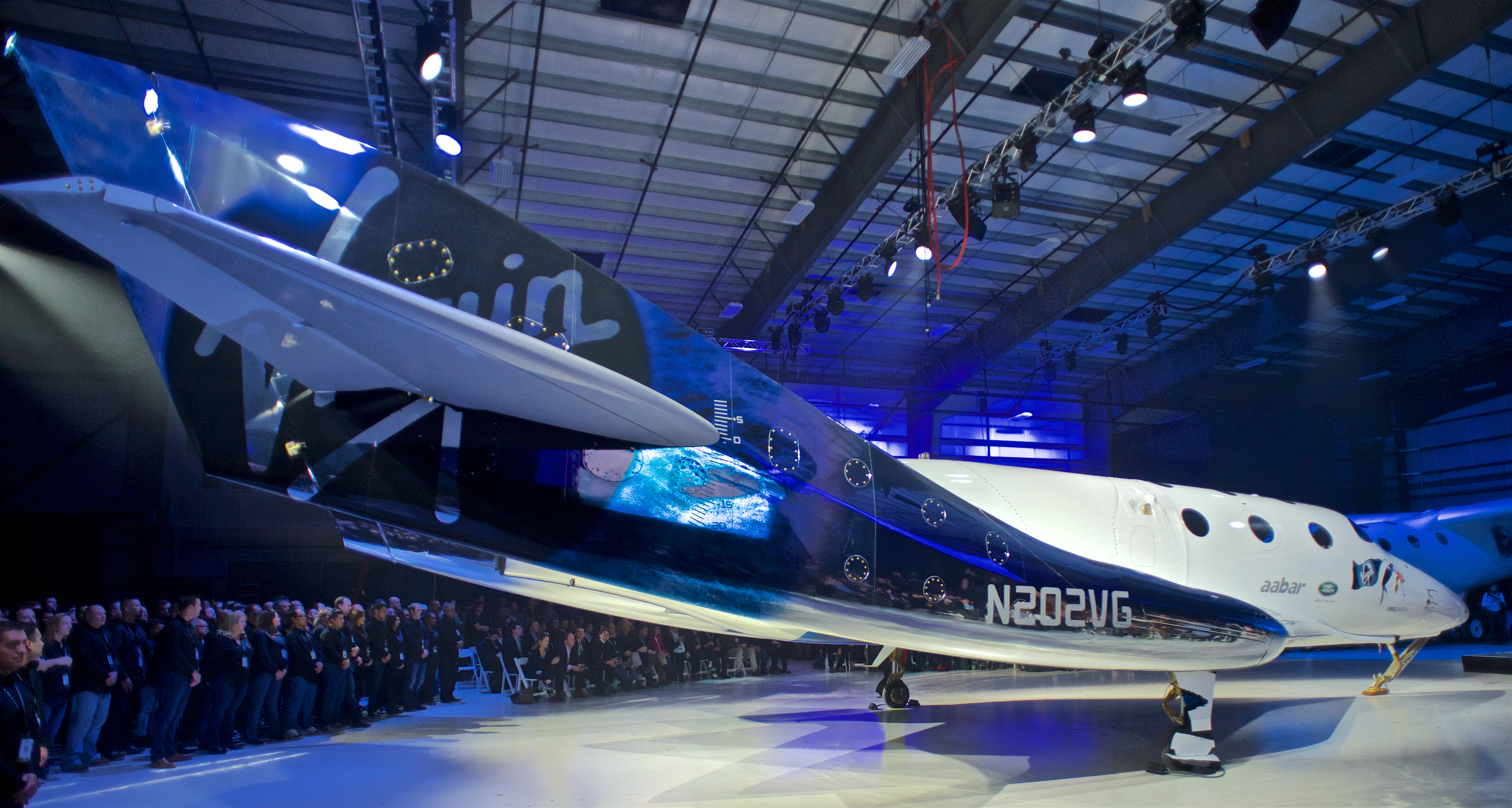
Le VSS Unity lors de sa présentation, le 19 février 2016.

Il est le second vaisseau basé sur le modèle SpaceShipTwo, destiné au tourisme spatial, à entrer en service après son jumeau, le VSS Enterprise, qui s'est écrasé le 31 octobre 2014. Initialement connu comme VSS Voyager, le vaisseau doit son nom définitif au physicien Stephen Hawking qui l'a proposé à Richard Branson lui-même.

## Développement
Le VSS Unity a subi des modifications au cours de son développement pour tenir compte des causes de l'accident du VSS Enterprise en 2014. Le système de rotation de la queue a été modifié pour s'assurer qu'il ne se déclenche pas au mauvais moment.

## Essais
Les essais ont débuté à la fin de l'année 2016.  
Le 8 septembre s'est déroulé un « vol statique », au cours duquel le vaisseau ne s'est pas séparé de son avion porteur, White Knight Two. Il a été effectué à environ 15 000 m et a duré quatre heures.
Le 3 décembre, les pilotes Mark Stucky et David Mackay ont effectué le premier vol libre, largués à une altitude de plus de 15 000 m. Ils ont volé à Mach 0,6 et réalisé plusieurs manœuvres en vue de vérifier la manœuvrabilité et effectuer des essais de vibration avant d'atterrir sur la piste de Mojave (Californie) en vol plané. Le 28 décembre, ce test a été réédité avec le même équipage.
Le 24 février 2017, un troisième vol est effectué avec aux commandes Dave Mackay et Rick Sturckow, un ancien astronaute de la NASA, devenu pilote chez Virgin en 2013.
Le 1er mai 2017, le quatrième vol autonome est réalisé par Mark Stucky et Mike Masucci en vue de valider le test de rentrée atmosphérique.
En 2018, il commence les vols d'essai motorisés :
- 5 avril : apogée de 84 271 pieds (25,7 kilomètres) et vitesse maximale de Mach 1,87 ;
- 29 mai : apogée de 114 500 pieds [34,5 kilomètres et vitesse maximale de Mach 1,90 ;
- 26 juillet : apogée de 170 800 pieds (52 kilomètres) et vitesse maximale de Mach 2,47.

Le 13 décembre 2018, il atteint 82,7 km d'altitude à Mach 2,9, les pilotes sont Mark P. Stucky (devenant le 568e humain à voler au-dessus de 80 km) et Frederick W. Sturckow. C'est la première fois qu'un véhicule américain piloté atteignait les 80 km depuis la dernière mission de la navette spatiale américaine en juillet 2011.
Le 22 mai 2021, il effectue son premier vol suborbital depuis Spaceport America dans le Nevada à 89,24 km d'altitude à une vitesse de Mach 3.

## Carrière opérationnelle
Le premier vol opérationnel du VSS Unity a lieu le 11 juillet 2021. Baptisé Unity 22 car il s'agit du vingt-deuxième vol de l'appareil, il embarque Richard Branson lui-même, deux pilotes (David Mackay et Michael Masucci) et trois autres employés de Virgin Galactic Beth Moses, Colin Bennett et Sirisha Bandla). Ainsi, Branson vole seulement quelques jours avant son rival Jeff Bezos qui doit prendre place à bord du premier vol habité de sa fusée New Shepard le 20 juillet.
Son septième et dernier vol commercial à lieu le 8 juin 2024.

## Liste des vols au-delà des80kmd'altitude
| Vol              | Date             | Altitude maximale | Pilotes                                   | Passagers                                                         |
| ---------------- | ---------------- | ----------------- | ----------------------------------------- | ----------------------------------------------------------------- |
| VP-03            | 13 décembre 2018 | 82,7 km           | Mark P. Stucky (en) Frederick W. Sturckow | —                                                                 |
| VF-01            | 22 février 2019  | 89,9 km           | David Mackay Michael Masucci              | Beth Moses                                                        |
| Unity 21         | 22 mai 2021      | 89,23 km          | David Mackay Frederick W. Sturckow        | —                                                                 |
| Unity 22         | 11 juillet 2021  | 86,1 km           | David Mackay Michael Masucci              | Richard Branson Beth Moses Colin Bennett Sirisha Bandla           |
| Unity 25         | 25 mai 2023      | 87,2 km           | Michael Masucci Frederick W. Sturckow     | Beth Moses Luke Mays Jamila Gilbert Christopher Huie              |
| Galactic 01      | 29 juin 2023     | 85,1 km           | Michael Masucci Nicola Pecile             | Walter Villadei Angelo Landolfi Pantaleone Carlucci Colin Bennett |
| Galactic 02 (en) | 10 août 2023     | 88,5 km           | Frederick W. Sturckow Kelly Latimer       | Beth Moses Jon Goodwin Keisha Schahaff Anastatia Mayers           |
| Galactic 03 (en) | 8 septembre 2023 | 88,6 km           | Nicola Pecile Michael Masucci (en)        | Beth Moses Ken Baxter (en) Timothy Nash Adrian Reynard (en)       |
| Galactic 04 (en) | 6 octobre 2023   | 87,4 km           | Kelly Latimer Frederick W. Sturckow       | Beth Moses Ron Rosano Trevor Beattie Namira Salim                 |
| Galactic 05 (en) | 2 novembre 2023  | 87,2 km           | Michael Masucci Kelly Latimer             | Colin Bennett Alan Stern Kellie Gerardi Ketty Maisonrouge         |
| Galactic 07 (en) | 8 juin 2024      | 87,5 km           | Nicola Pecile Jameel Janju                | Tuva Atasever Andy Sadhwani Irving Pergament Giorgio Manenti      |